# Napoléon-Louis Davout
Pour les autres membres de la famille, voir Famille d'Avout.
Napoléon-Louis Davout (né le 6 janvier 1811 à Paris, où il est mort le 13 juin 1853) est un militaire et homme politique français, maire de Savigny-sur-Orge.

## Biographie
Napoléon-Louis Davout perd son père, Louis Nicolas Davout à l'âge de 12 ans et hérite donc des titres de Prince d'Eckmühl et de duc d’Auerstaedt. Il meurt sans descendance.
Tout comme son père, il entame une carrière dans l'armée en 1830. Officier de cavalerie, il est lieutenant du 4e régiment de lanciers. Cependant, de constitution fragile, il est obligé de démissionner. Il décide alors d'effectuer un long voyage aux Indes. Le 29 mars 1836, il est nommé pair de France.
Après la démission de son beau-frère du conseil municipal de Savigny-sur-Orge, il est élu maire le 20 juillet 1843. Il entame de nombreux chantiers importants pour la ville, comme la construction de la gare. À la suite de problèmes de santé, il doit démissionner de ses fonctions en 1846.

## Sources
- « Napoléon-Louis Davout », dans Adolphe Robert et Gaston Cougny, Dictionnaire des parlementaires français, Edgar Bourloton, 1889-1891 [détail de l’édition]